# Willie Davis
Willie Davis (Lisbon, Louisiana, 1934. július 24. – Santan Monica, Kalifornia, 2020. április 15.) amerikai amerikaifutball-játékos.

## Pályafutása
A Grambling State csapatában játszott. 1958–59-ben a Cleveland Browns, 1960 és 1969 között Green Bay Packers játékosa volt. A Packers csapatával kétszeres Super Bowl-győztes és ötszörös NFL-győztes volt. Öt alkalommal vett részt a Pro Bowl-mérkőzéseken.

## Sikerei, díjai
- Super Bowl
  - győztes (2): 1967, 1968
- Super Bowl legértékesebb játékos díj (1967, 1968)
- National Football League
  - győztes (5): 1961, 1962, 1965, 1966, 1967
- Pro Bowl (5×, 1963–1967)
- Green Bay Packers Hall of Fame